# ژان ریگال
ژان ریگال (فرانسوی: Jean Rigal‎; ۱۲ دسامبر ۱۸۹۰ – ۵ نوامبر ۱۹۷۹) بازیکن و مربی فوتبال اهل فرانسه بود.
وی همچنین در تیم ملی فوتبال فرانسه بازی کرده است.